# Flughafen Gran Canaria

i7
i11
i13
Der Flughafen Gran Canaria (spanisch Aeropuerto de Gran Canaria, IATA-Code: LPA, ICAO-Code: GCLP) liegt auf der Kanareninsel Gran Canaria im Osten der Insel, etwa 18 Kilometer südlich der Inselhauptstadt Las Palmas de Gran Canaria und etwa 25 Kilometer nördlich von Maspalomas, Playa del Inglés und San Agustín, den Touristenzentren der Insel. Der Flughafen liegt an der Bucht Bahía de Gando, er wird als Base Aérea de Gando auch von der  spanischen Luftwaffe genutzt.

## Geschichte
Im April 1930 erklärte ein königlicher Erlass die Land- und Seeeinrichtungen, die in Gando gebaut werden sollten, zum staatlichen Flughafen. Aus dem ersten Flug von Madrid nach Gran Canaria 1933 wurde 1935 eine Linienverbindung. Deshalb gibt man die Flughafeneröffnung mit dem Jahre 1935 an. 1934 installierte man erste Navigationshilfen. Ein Passagierterminal kam zwischen 1944 und 1946 hinzu, in welches die Fluggesellschaften vom bisherigen Luftstützpunkt auf Lanzarote umzogen. 1946 wurde der Flughafen zum Zollflughafen und für den nationalen und internationalen Verkehr freigegeben. 1948 begannen die Arbeiten für eine erst 700 Meter lange Start- und Landebahn, die im Juni 1957 asphaltiert auf 2000 Meter erweitert wurde. 1960 wurde sie nochmals auf 3100 Meter verlängert. 1963 fanden umfangreiche Erweiterungen statt, beispielsweise der Bau eines neuen Vorfeldes, die Erweiterung des Passagierterminals und der technischen Einrichtungen. Der Tower war 1966 fertiggestellt und ein Jahr darauf ein Kontrollzentrum errichtet. 1970 wurden die Start- und Landebahnen für die Benutzung durch die neuen Düsenflugzeuge angepasst. 1973 eröffnete man ein Terminal für Inlandflüge. Ein großer Schritt war 1980 die Übergabe einer zweiten Start- und Landebahn an den Verkehr. Das Verkehrsaufkommen stieg in dieser Zeit drastisch an. Das aktuelle Terminal aus dem Jahr 1991 ist 100.000 Quadratmeter groß, hat derzeit 108 Check-in-Schalter, vier Check-in-Automaten, 53 Flugsteige, 14 Fluggastbrücken und 22 Gepäckausgabebänder.
Gran Canaria liegt auf dem halben Weg zwischen Südamerika und Europa, daher werden auch heute noch, vor allem bei Auslieferungsflügen von Embraer oder Airbus, hier Zwischenlandungen durchgeführt.

## Zivile Nutzung

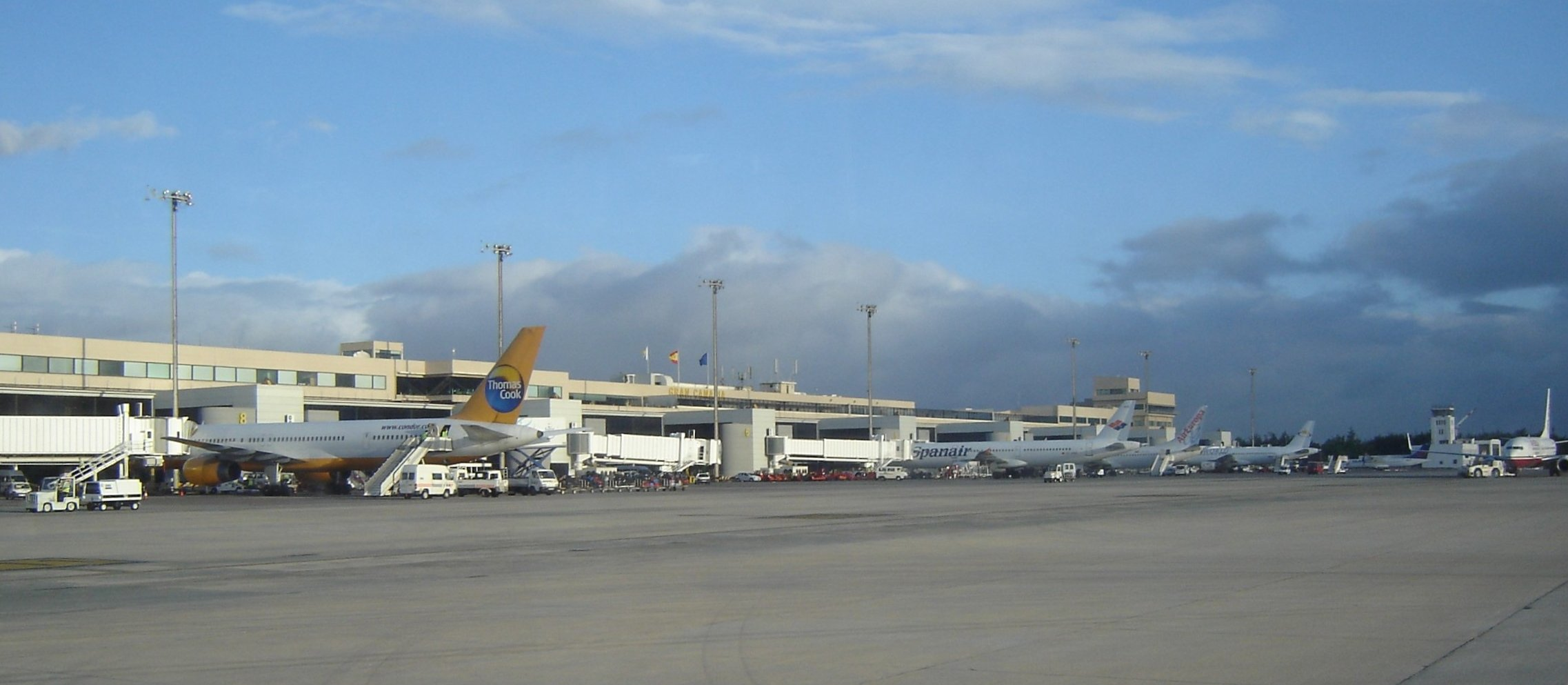
Das Vorfeld

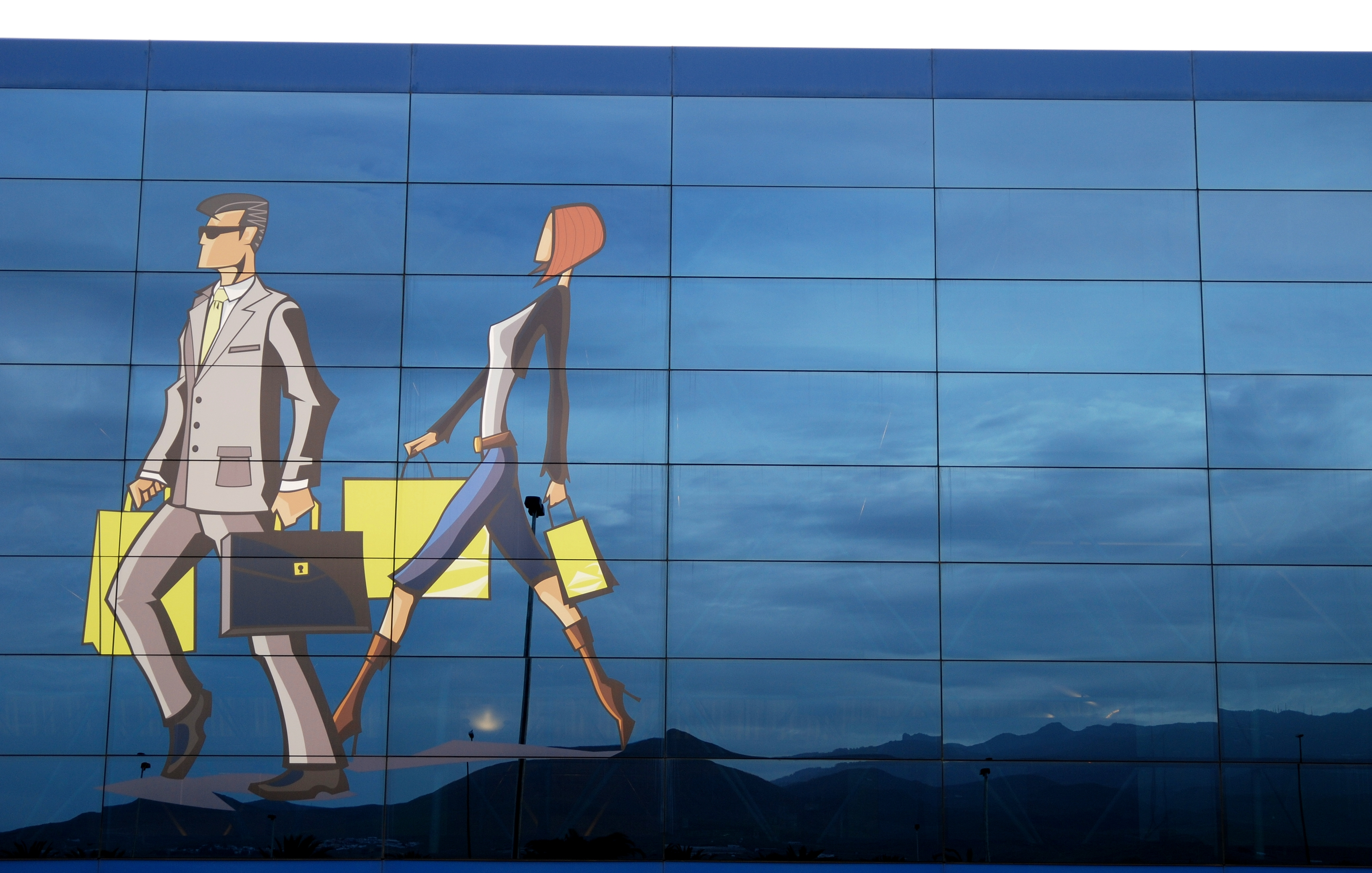
Die Frontseite des Flughafens LPA

Der Flughafen gehört zum spanischen Flughafennetz der staatlichen Flughafenbetreibergesellschaft AENA. Die meisten Flüge gehen nach Deutschland und Großbritannien. Der insuläre Verkehr macht etwa 16 % aus. Das Passagieraufkommen und das Frachtaufkommen gehören zum größten des kanarischen Archipels. Es waren 2005 mehr als 40.000 Tonnen. 
Der Flughafen steht bei den Passagier- und Frachtzahlen auf dem sechsten bzw. fünften Platz der Flughäfen Spaniens; dies kommt nicht zuletzt davon, dass das Aufkommen an Fracht und Passagieren kontinuierlich das ganze Jahr nahezu gleich groß ist.

## Militärische Nutzung

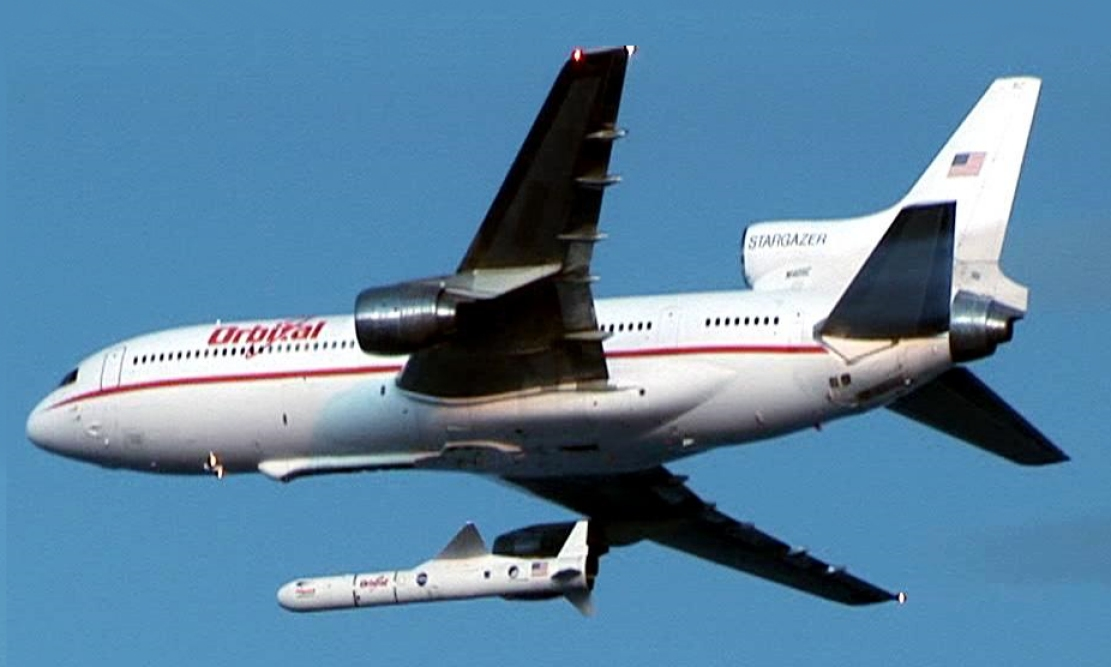
Start einer Pegasus mit Space Technology 5

Der Flughafen von Gran Canaria beherbergt auch einen Luftwaffenstützpunkt (militärische Bezeichnung: Base Aérea de Gando) der spanischen Luftwaffe, der östlich an die Landebahnen grenzt. Neben diversen Hangars gegenüber dem Passagierterminal  befinden sich am Südende der östlichen Landebahn zehn Shelter für Jagdbomber. Die Basis ist Stützpunkt dreier fliegender Einheiten:
- Ala 46 (span. Flügel, ein Geschwader) mit einer fliegenden Staffel, der Escuadrón 462, ausgerüstet zwischen 1982 und 1999 mit Mirage F1 (C.14) und seither mit F/A-18A+ "Hornet" (C.15). Ihre Aufgabe ist die Luftverteidigung des spanischen Luftraumes rund um die Kanarischen Inseln, wozu einige Maschinen in ständiger Alarmbereitschaft stehen.[5]
- 82 Grupo mit einer fliegenden Staffel, der Escuadrón 802, ausgerüstet seit 1983 mit AS332/AS532/H215M (HD.21/HT.21/HT.27) SAR- und Transport-Helikoptern[6] sowie zwischen 1979 und 2013 F-27MPA (D.2) und seither CN235MPA-100 (D.4/T.19) Transport- und Seeaufklärungsflugzeuge. Die Staffel untersteht dem Ala 37 in Villanubla.
- Neben den Luftstreitkräften nutzt auch die Guardia Civil den militärischen Bereich des Flughafens, sie hat hier ebenfalls CN-235M (T.19B) Patrouillenflugzeuge stationiert.

Vom Luftwaffenstützpunkt aus wurde bisher einmalig ein spanischer Satellit (Minisat 01) gestartet. Zu diesem Zweck hob am 21. April 1997 ein Flugzeug des Typs L-1011 mit einer Pegasus XL-Rakete ab, die bei 27° 0′ 0″ N, 15° 30′ 0″ W über dem Atlantik gestartet wurde.
Während der Betriebszeit des Space Shuttle war der Flughafen ein möglicher Notlandeplatz im Falle einer außerplanmäßigen Landung.

## Zwischenfälle
- Am 26. Juli 1962 stürzte eine Douglas DC-4/C-54D-5-DC der Portugiesischen Luftstreitkräfte (Luftfahrzeugkennzeichen PAF 7501) im Anflug auf den Flughafen Gran Canaria ins Meer. Alle Insassen überlebten den Unfall.[8][9]

- Am 22. Januar 1963 setzte eine Douglas DC-4/C-54E-15-DO der Portugiesischen Luftstreitkräfte (PAF 6601) 15 Kilometer südwestlich des Zielflughafens Gran Canaria auf dem Wasser auf, fünf Minuten vor der geplanten Ankunftszeit. Die Maschine befand sich auf einem Flug von Angola nach Lissabon und sollte in Las Palmas aufgetankt werden. Erst am nächsten Morgen wurden das noch schwimmende Flugzeug und elf Überlebende gefunden. Von den 14 Insassen werden 3 Passagiere vermisst.[10][11]

- Am 29. Juni 1969 geriet eine auf dem Flughafen Gran Canaria abgestellte Douglas DC-7C der Trabajos Aéreos y Enlaces (TAE) (EC-BEO) in Brand. Die Maschine wurde durch das Feuer zerstört.[12]

- Am 6. Juli 1972 wurde eine aus Madrid kommende Douglas DC-8-52 der spanischen Aviaco (EC-ARA) 21 Kilometer vor dem Flughafen Gran Canaria ins Meer geflogen. Bei diesem CFIT (Controlled flight into terrain) starben alle 10 Besatzungsmitglieder an Bord der Maschine. Es befanden sich keine Passagiere an Bord, da die Maschine sich auf einem Positionierungsflug befand, um Touristen von Gran Canaria nach Hamburg auszufliegen.[13]

- Am 27. März 1977 kam es um 12:30 zu einer Bombenexplosion in der Wartehalle des Flughafens, bei der sieben Menschen verletzt wurden. Da es eine weitere Bombendrohung gab, mussten mehrere Flüge auf die umliegenden Flughäfen umgeleitet werden. Zwei Maschinen davon waren von der Flugzeugkatastrophe von Teneriffa betroffen.

## Daten zum Flughafen

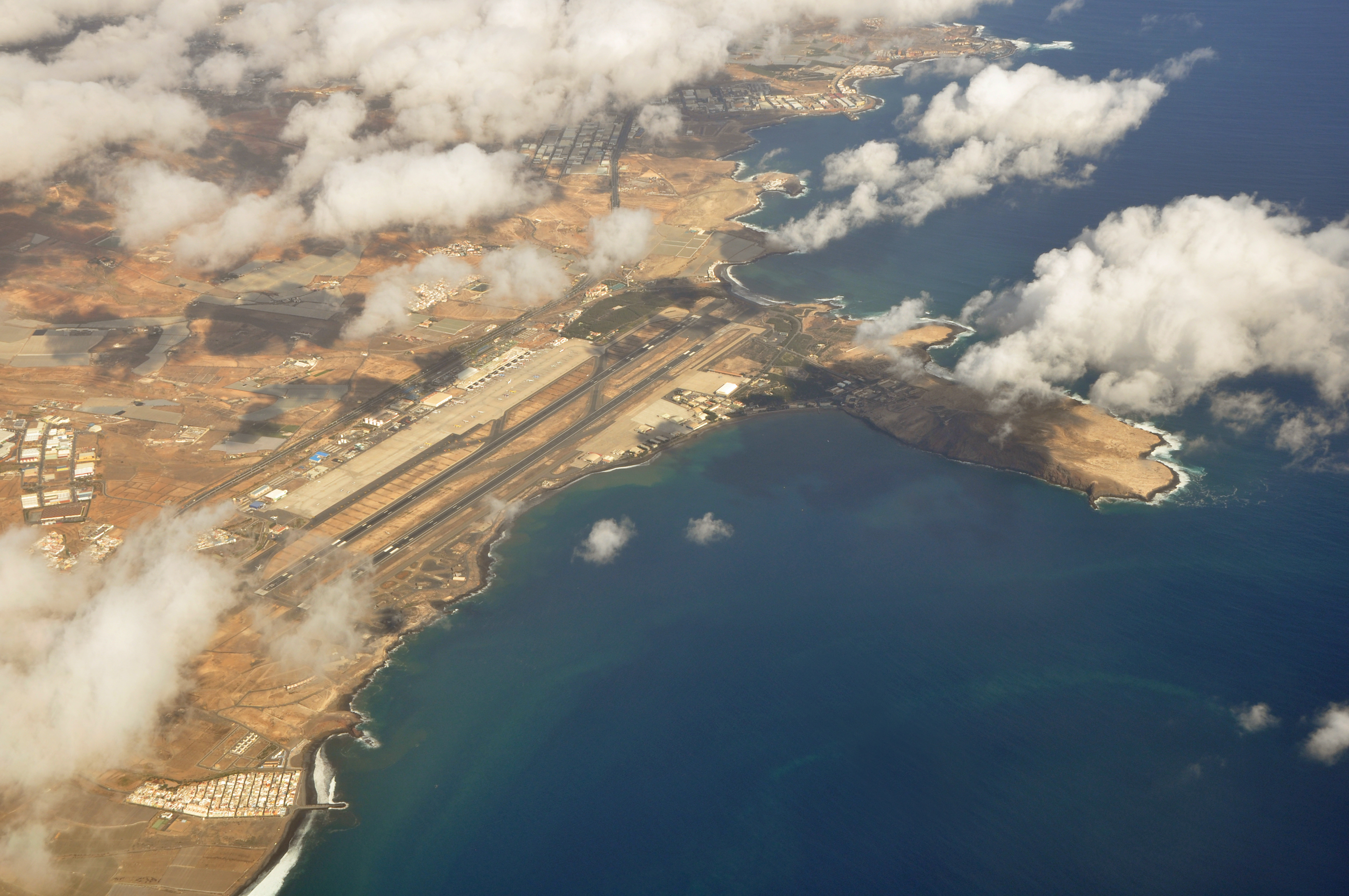
Luftbild

Die optimalen meteorologischen Eigenschaften des Flughafens sichern einen 24-Stunden-Betrieb. Es gibt zwei parallele Pisten: die 03L/21R, die über ein Instrumentenlandesystem ILS CAT III verfügt, und die 03R/21L ohne Instrumentenanflugverfahren. Diese wird bei Bedarf für den militärischen Betrieb genutzt und nur an verkehrsreichen Tagen für die zivile Luftfahrt eingesetzt. Diese beiden 3100 Meter langen Landebahnen lassen einen Maximalbetrieb von 36 bis 40 Maschinen pro Stunde zu. Der Flughafen ist nach ISO 9001 und ISO 14001 zertifiziert.

## Erweiterung 2014
Im Jahr 2014 wurde die neue Erweiterung des Flughafens Gran Canaria nach einer Investition von rund 200 Millionen Euro eröffnet. Die Erweiterung umfasst 42.000 m² und befindet sich nördlich des bestehenden Terminals. Dies führte zum Abriss des historischen Passagierterminals aus den 1940er Jahren, dessen Kunstwerke verloren gingen.
Die neue Erweiterung bietet den Nutzern eine zusätzliche Abfertigungshalle mit 18 Schaltern (erweiterbar auf 34), eine Sicherheitskontrolle mit zwei Doppelspuren, eine Multistore, sowie einen neuen Abflugbereich mit sechs Toren und kommerziellen Zonen in der ersten Etage.
In der Zwischenebene befindet sich der Ankunftsbereich, während die untere Etage einen weiteren Abflugbereich mit acht neuen Toren, Gastronomiebereiche und eine Gepäckabholung mit fünf Karussells beherbergt. Das Untergeschoss dient als logistische Zone mit Laderampen, Sicherheitsfiltern und Lagerräumen.
Zusätzlich wurde die Parkplattform für Flugzeuge um 23.000 m² erweitert, um auch größere Maschinen aufnehmen zu können.

## Verkehrszahlen
| Jahr  | Fluggastaufkommen | Luftfracht (Tonnen) | Flugbewegungen |
| ----- | ----------------- | ------------------- | -------------- |
| 2024* | 15.211.338        | 18.413              | 140.464        |
| 2023  | 13.961.507        | 17.117              | 129.553        |
| 2022  | 12.417.604        | 15.869              | 119.531        |
| 2021* | 6.899.523         | 15.840              | 83.983         |
| 2020* | 5.134.252         | 13.926              | 67.280         |
| 2019  | 13.261.228        | 19.728              | 126.451        |
| 2018  | 13.573.304        | 19.174              | 131.027        |
| 2017  | 13.092.475        | 18.110              | 118.551        |
| 2016  | 12.093.646        | 18.627              | 112.000        |
| 2015  | 10.627.218        | 18.800              | 100.420        |
| 2014  | 10.315.740        | 19.870              | 102.210        |
| 2013  | 9.770.039         | 18.786              | 95.485         |
| 2012  | 9.892.067         | 20.602              | 100.393        |
| 2011  | 10.538.829        | 23.679              | 111.271        |
| 2010  | 9.486.035         | 24.528              | 103.093        |
| 2009  | 9.155.665         | 25.995              | 101.557        |
| 2008  | 10.212.123        | 33.695              | 116.252        |
| 2007  | 10.354.903        | 37.491              | 114.355        |
| 2006  | 10.286.726        | 38.361              | 114.949        |
| 2005  | 9.827.157         | 40.390              | 110.748        |
| 2004  | 9.467.494         | 40.935              | 104.659        |
| 2003  | 9.181.229         | 40.050              | 99.712         |
| 2002  | 9.009.756         | 39.639              | 93.803         |
| 2001  | 9.332.132         | 40.861              | 93.291         |
| 2000  | 9.376.640         | 43.707              | 98.063         |

* 2020–2021: Starke Beeinträchtigung der Luftfahrt wegen der Covid-19-Pandemie; 2024: Vorläufige Daten